# Национална съпротива
„Национална съпротива“ (НС) е българска неформална ултранационалистическа и антидемократична организация.
Символ на организацията е лъв, зад който стои българският трикольор и около които пише „Национална Съпротива България“. Организацията е създадена през 2008 г., като идеята ѝ е да обедини национално мислещите и националистическите организации в страната в една структура.

## Идеология
Организацията развива дейност срещу хомосексуалността, комунизма, либерализма, глобализма, капитализма, толерантността, демокрацията, ислямизма и незаконните имигранти.
Идейните си постановки организацията обобщава чрез публикация на своята Фейсбук страница на 16 юли 2015 г.:

## Медии
Медиите свързват организацията с различни нападения над имигранти, цигани, турци, гейове и комунисти. На 6 юни 2010 г. в трамвай 20 са нападнати група младежи с леви политически убеждения, отиващи на митинг в подкрепа на имигрантите в България. Нападателите се свързват с неонацистката група „Национална съпротива“.
Видно от информацията по медиите, Благовест Асенов е съден за проповядване на антисемитизъм, а Николай Йовев е обвинен за престъпления по расистки подбуди.

## Политика
През 2013 г. „Национална съпротива“, съвместно с „Кръв и чест“ и ултраси от различни агитки, както и група неформални младежки патриотични организации и неформални националистически групи от София и страната правят опит за създаването на нова националистическа партия – Националистическа партия на България (НПБ). Причината за това според тях била, че останалите такива партии са също част от системата и по никакъв начин не се борят срещу нея с политически средства. Тогава десетки организации скачат срещу тяхната регистрация, като главният прокурор Сотир Цацаров казва, че е недопустимо регистрирането на подобна партия от такива организации.
След като през 2014 г. партията им не получава регистрация, „Национална съпротива“ и останалите организации издигат като независим кандидат за предстоящите избори за европейския парламент Николай Йовев – Горския, който същата година излиза от затвора, в който престоява 18 месеца с обвинение за поставянето на бомба пред офиса на „Евророма“ в гр. Сандански, при който загива 58-годишният екскандидат-съветник от ромски произход Малин Илев. По време на регистрирането за участие в изборите, избирателната комисия регистрира Николай Йовев в листата под номер 5, но впоследствие го заличава, защото ГРАО излиза със становище, че подадените документи не са изрядни, тъй като няма достатъчен брой валидни подписи. Последвалата жалбата на Инициативния комитет в подкрепа на Йовев е отхвърлена от Върховния административен съд.

## Дейности
Ежегодно почита паметни събития от историята на България и отбелязва годишнините от смъртта на различни герои.
През 2019 г. „Национална съпротива“ официално регистрира спортен клуб под името "NS Fight Club - Спортувай, брани родината".
Организацията има две боксови зали в София и с. Долни Пасарел и един фитнес клуб в Благоевград.
През годините многократно са организирали и участвали в спортни мероприятия и благотворителни инициативи за подпомагане на българи в нужда.
През 2018 г. организират бойния турнир „Петър Ферешанов“ - Да помогнем на Ивето. Събраните средства биват дарени за операцията на Ивелина Дачина.
През 2019 г. провеждат спортни състезания под надслов „Спорт срещу порока“, насочен към подрастващото поколение българи с идея да наложат спорта пред опиатите. 
По време на Covid19 пандемията, местната структура на „Национална Съпротива“ в Благоевград се включва в инициативата на "Kochinka Team Racing" за подпомагане на хора изпаднали в нужда заради кризисната обстановка.
Веднага след приключване на извънредното положение, организацията инициира благотворителен CrossFit турнир в подкрепа на Катерина Чилева-Мирарт от Разлог.
За последните години са пуснали в печат и няколко книги свързани с личности от историята.
„Национална съпротива“ всяка година е основният противник на гей парада в София.
- Част от спорната зала на „Национална съпротива“
- Първата издадена книга на „Национална съпротива“
- Членове на „Национална съпротива“ палят знамето на ЕС